# Giacomo d'Avesnes
Giacomo d'Avesnes (1152 – Arsuf, 7 settembre 1191) è stato un nobile francese vissuto nel XII secolo.
Figlio di Nicola d'Avesnes e di Matilde de la Roche, dal 1171 fu signore di Avesnes, Condé e Leuze. Nel novembre 1187, Giacomo si unì alla terza crociata a capo di un distaccamento di crociati francesi, fiamminghi e frisoni che giunsero in nave sulla costa della Palestina vicino ad Acri intorno al 10 settembre 1189. Giacomo e i suoi uomini giunsero come rinforzo militare per l'assedio di Acri del 1189-1191. Tale ruolo gli fu riconosciuto in quanto «soldato di grande fama». Gli altri principali comandanti dell'assedio furono Guido di Lusignano e Enrico II di Champagne, ma nessuno vantava una posizione superiore agli altri nella guida dell'assedio.
Nel corso della battaglia di Arsuf, Giacomo fu sbalzato dalla sella e, dopo aver ucciso quindici guerrieri nemici, fu a sua volta abbattuto. Il giorno successivo, un gruppo di ricerca di Ospitalieri e Templari trovò il suo corpo sul campo di battaglia. Fu riportato ad Arsuf e lì sepolto nel corso di una cerimonia alla quale parteciparono Riccardo I d'Inghilterra e Guido di Lusignano.
Sposò Adelina (morta nel 1185), figlia di Bouchard di Guisa, e fu padre di:
- Gualtiero d'Avesnes[4]
- Giacomo II d'Avesnes, signore di Landrecies
- Guglielmo (morto nel 1219)
- Burcardo d'Avesnes[4]
- Matilde, sposò prima Nicola IV di Rumigny e poi Luigi IV di Chiny
- Adelaide, sposò Ruggero di Rosoy (morta nel 1246)
- Ida (1180-1216), sposò Engelberto IV di Edingen
- Adelina, sposò prima Enrico III di Grandpré e poi Rodolfo, conte di Soissons